# Helionidia longifalx
Helionidia longifalx är en insektsart som först beskrevs av Rauno E. Linnavuori 1953.  Helionidia longifalx ingår i släktet Helionidia och familjen dvärgstritar. Inga underarter finns listade i Catalogue of Life.